# العلاقات الفرنسية الفلسطينية
العلاقات الفرنسية الفلسطينية هي العلاقات الثنائية التي تجمع بين فرنسا ودولة فلسطين.

## التاريخ
في أعقاب حرب 1967، قرر شارل ديغول رئيس الجمهورية الفرنسية، بدء التقارب مع العالم العربي وقطع تحالفه مع إسرائيل.
في 22 نوفمبر 1974، صوتت فرنسا لصالح الاعتراف بمنظمة التحرير الفلسطينية داخل الأمم المتحدة كعضو مراقب.
في عام 1982، عبّر الرئيس الفرنسي فرانسوا ميتران أمام الكنيست عن مشروع إقامة دولة فلسطينية. كما قررت فرنسا تقديم 100 منحة دراسية سنويًا للطلبة الفلسطينيين من الضفة الغربية وقطاع غزة والشتات الفلسطيني.
في عام 2011، صوتت فرنسا لصالح انضمام فلسطين إلى منظمة اليونسكو بصفة دولة عضو، وصوتت لصالح منح السلطة الوطنية الفلسطينية صفة دولة مراقبة غير عضو في الأمم المتحدة في نوفمبر 2012.
في 28 فبراير 2022، استدعت وزارة الخارجية والمغتربين الفلسطينية القنصل الفرنسي العام لديها احتجاجًا على تصريحات رئيس وزراء فرنسا جان كاستيكس بأن:«القدس عاصمة أبدية للشعب اليهودي».
في أبريل 2025، أعلن الرئيس الفرنسي إيمانويل ماكرون أنه قد يمضى إلى الاعتراف بدولة فلسطين بحلول يونيو 2025 بالتزامن مع مؤتمر دولي تنظمه بلاده بالاشتراك مع المملكة العربية السعودية. في 24 يوليو من العام نفسه، أعلن ماكرون أن فرنسا ستعترف بالدولة الفلسطينية في سبتمبر في مؤتمر الجمعية العامة للأمم المتحدة.